# Scheindemokratie
Der Begriff Scheindemokratie bezeichnet Regierungsformen, die sich den Anschein einer Demokratie geben, bei denen tatsächlich jedoch Elemente der Diktatur überwiegen. Die scheindemokratischen Aspekte sind beispielsweise Scheinwahlen für ein Parlament, das über keine wirklichen Einflussmöglichkeiten verfügt. Mit solchen Maßnahmen versuchen die meisten autokratischen Regierungen, an Akzeptanz zu gewinnen, sowohl bei der eigenen Bevölkerung als auch auf internationaler Ebene.

## Verwendung des Begriffs
Der Soziologe Max Weber verwandte den Begriff Scheindemokratie bereits für seine 1917 erschienene Analyse der Russischen Revolution von 1905. In den letzten Jahrzehnten wurde das Schlagwort vor allem für postkoloniale Staatsgründungen verwendet, wobei Sinn und Zweck ihrer pseudodemokratischen Elemente weniger in der Täuschung der eigenen Bevölkerung als in der Irreführung der Weltöffentlichkeit lagen. Für die Ostblockländer wurde der Begriff selten verwendet, obwohl sich auch dort scheindemokratische Elemente fanden („Wahlen“ zur DDR-Volkskammer über die Einheitslisten der Nationalen Front). Auch für ein Demokratiedefizit in den westlichen Staaten und Institutionen fand und findet der Begriff eher selten Anwendung. In Deutschland existiert seit Gründung der Bundesrepublik für scheindemokratische Verhältnisse auch das Kunstwort „Demokratur“. Verfassungsgeschichtlich geht Hans Boldt im Werk Reich und Länder, 1987, davon aus, dass die ersten deutschen Verfassungsstaaten mit Zensuswahlrecht ebenfalls Scheindemokratien waren. In der württembergischen Verfassung von 1819 z. B. bestand die „Kammer der Abgeordneten“ fix aus u. a. 13 „Mitgliedern des ritterschaftlichen Adels“, während etwa die Stadt Stuttgart bloß das Anrecht besaß, einen einzigen Sitz der Kammer durch Wahl zu besetzen.
Da der Begriff Scheindemokratie auf Mischformen zwischen Demokratien und nichtdemokratischen Regierungsformen verweist, hängt seine Anwendung auf eine Regierungsform von den subjektiven Bewertungs- und Gewichtungskriterien für demokratische bzw. diktatorische Kennzeichen ab.
In einer vom Südwestrundfunk in Auftrag gegebenen Umfrage zur Demokratie gaben 31 Prozent der Befragten an, dass man in Deutschland nur scheinbar in einer Demokratie lebe und die Bürger tatsächlich nichts zu sagen haben. 28 Prozent der Teilnehmenden gaben an, dass das demokratische System in Deutschland „grundlegend geändert“ werden müsse.

### Beispiele
Neben dem Beispiel der Verwendung des Begriffs durch Max Weber gibt es noch andere Anwendungsbeispiele:
- Nach Hans Koschnick (1994–1996 EU-Administrator für Mostar) herrscht in Bosnien-Herzegowina eine Scheindemokratie: „Eine formale Demokratie, in der zwar Wahlen stattfinden, aber keine Demokraten da sind, ist eine Scheindemokratie.“[2]

- Die Schweizer Sektion von Amnesty International bezeichnet inzwischen auch Ungarn als Scheindemokratie. Der seit 2010 regierende Viktor Orbán habe das Land entsprechend umgebaut.[3]